# Simone Escoffier
Simone Escoffier (* 1911; † 1990) war eine französische Romanistin und Dialektologin.

## Leben und Werk
Simone Escoffier unternahm von 1945 bis 1948 im heimatlichen Forez dialektologische Feldforschung und habilitierte sich 1957 in Lyon mit den beiden Thèses La rencontre de la langue d'oïl, de la langue d'oc et du francoprovençal entre Loire et Allier. Limites phonétiques et morphologiques (Paris 1958, Macon 1963) und Remarques sur le lexique d'une zone marginale aux confins de la langue d'oïl, de la langue d'oc et du provençal (Paris 1958). Sie lehrte an der Katholischen Universität Lyon sowie an der Universität Saint-Étienne.

## Weitere Werke
- (Mitarbeit) Atlas linguistique et ethnographique du Lyonnais, 5 Bde., hrsg. von Pierre Gardette, Paris 1950-1976
- (Hrsg.) Le Forez linguistique, Saint-Etienne 1973 (Vorwort von Georges Straka)
- (mit Claude Longeon) Le Ballet en langage forésien (1605). Etude linguistique, traduction, notes et lexique, Saint-Etienne 1974
- (Hrsg. mit anderen) Etudes en hommage à Pierre Gardette, Lyon 1975
- (Hrsg. mit Anne-Marie Vurpas) Textes littéraires en dialecte lyonnais. XVIe-XIXe siècle. Poèmes, théâtre, noëls et chansons, Paris 1981
- (postum) Travaux de dialectologie gallo-romane, hrsg. von Jean-Baptiste Martin, Gaston Tuaillon und  Anne-Marie Vurpas, Lyon 1990